# Hundhagen
Hundhagen är ett naturreservat i Leksands kommun i Dalarnas län.
Området är naturskyddat sedan 1994 och är 109 hektar stort. Reservatet omfattar två landtungor (Hundhagen och Millnäset) samt mellanliggande utlopp av Helgån i Insjön.  Naturen består av starr vid stränderna omgärdat av björk och alskog samt längre in skogsbetesmark och delvis igenväxta lergropar.